# سوزان جونستون
سوزان جونستون (بالإنجليزية: Suzanne Johnston)‏ هي مغنية أوبرا أسترالية، ولدت في 1958.

## وصلات خارجية
- سوزان جونستون على موقع IMDb (الإنجليزية)
- سوزان جونستون على موقع ميوزك برينز (الإنجليزية)
- سوزان جونستون على موقع ديسكوغز (الإنجليزية)